# Toxochitona gerda
Toxochitona gerda är en fjärilsart som beskrevs av Kirby 1890. Toxochitona gerda ingår i släktet Toxochitona och familjen juvelvingar. Inga underarter finns listade i Catalogue of Life.